# Edmilson Pedro
Edmilson Pedro (23 de maio de 1997) é um judoca angolano. Competiu nos Jogos Olímpicos de Verão de 2024 em Paris, sendo eliminado na primeira fase.
Em 2022, conquistou a medalha de ouro no Open de África em Yaoundé e Dakar. Ganhou a medalha de prata no Open de África de Tunes, em 2023. Triunfou no Open de África de Luanda em 2023 e 2024. Ganhou uma medalha de bronze no Campeonato Africano de 2024, no Cairo.